# Каленкович, Виталий Олегович
Виталий Олегович Каленкович (3 марта 1993, Калининград) — российский футболист, полузащитник клуба «Кызылташ».

## Биография
Родился 3 марта 1993 года в Калининграде и является воспитанником местной СДЮСШОР-5. В 2012 году подписал первый контракт с «Балтикой», за которую дебютировал 2 мая того же года в матче против хабаровской «СКА-Энергии». 18 февраля 2016 года футболист, отыгравший уже более 100 матчей за «Балтику», перешёл в клуб Премьер-лиги «Крылья Советов», с которым подписал контракт на полгода. В составе «Крыльев» игрок провёл 5 матчей в молодёжном первенстве, а также много раз включался в заявку на матчи основной команды, однако на поле не выходил. По окончании сезона покинул клуб в качестве свободного агента и уже 1 июля 2016 года вернулся в «Балтику», подписав двухлетний контракт. В 2019 году перешёл в «Томь», где провёл полтора сезона и сыграл 19 матчей в ФНЛ. 19 октября 2020 года игрок расторг контракт с клубом по обоюдному согласию сторон.
13 февраля 2021 года Каленкович подписал контракт с эстонским клубом «Нарва-Транс». Свой первый матч за новый клуб провёл 10 марта в рамках 1/4 финала Кубка Эстонии против «Калева» (2:1), в котором отметился дублем и вывел команду в полуфинал. 14 марта дебютировал в чемпионате Эстонии, отыграв весь матч против клуба «Пайде». 12 ноября ещё до окончания сезона Каленкович вместе с другими российскими легионерами Михиалом Беловым, Никитой Загребельным и таджиком Табрези Давлатмиром покинул команду после окончания срока действия рабочей визы.
В 2022 году перешел в «Салют» из Белгорода.